# Epidermolytische Ichthyose

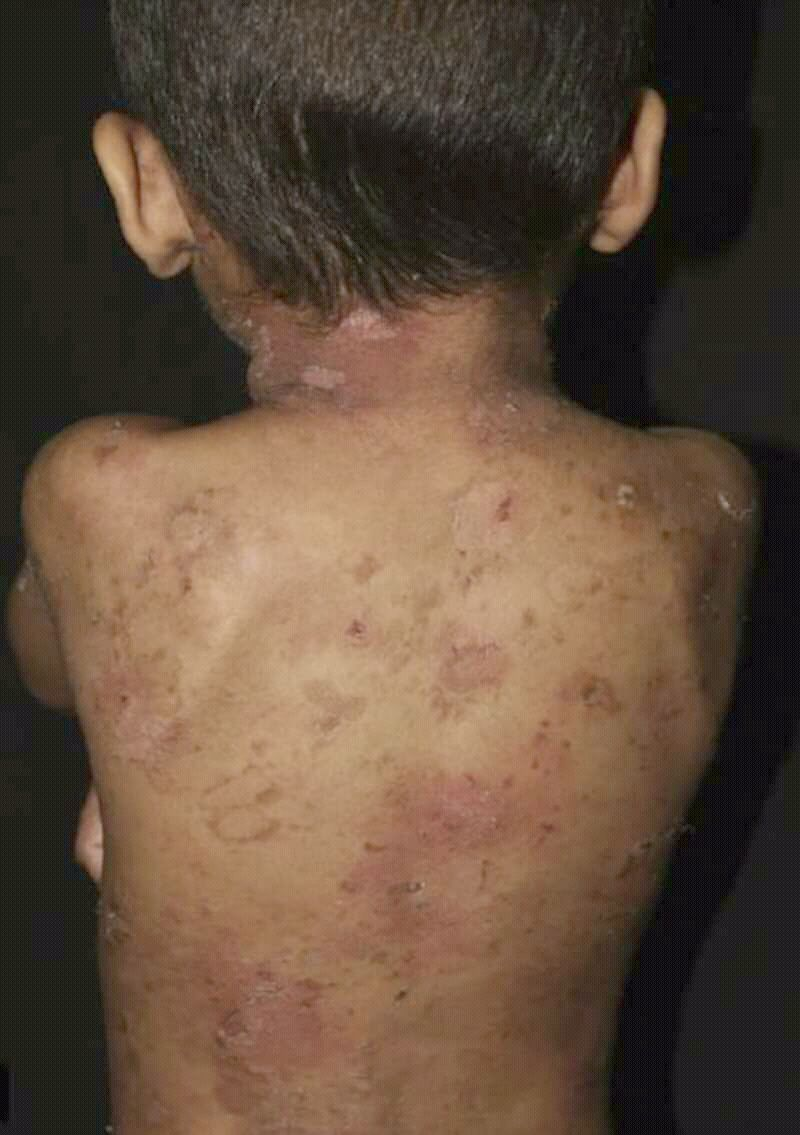

Die Epidermolytische Ichthyose ist eine seltene angeborene Hautkrankheit (Genodermatose), eine Form einer Ichthyose mit den Hauptmerkmalen Blasenbildung bereits beim Neugeborenen mit Hyperkeratosen.
Sie kann als Sonderform der Harlekin-Ichthyose angesehen werden.
Synonyme sind: EI; Bullöse kongenitale ichthyosiforme Erythrodermie Brocq; BCIE; Erythrodermie, ichthyosiforme kongenitale, bullöse Form; Epidermolytische Hyperkeratose; EHK; Ichthyose, bullöse; lateinisch Erythrodermia ichthyosiformis congenitalis Brocq; Keratosis rubra congenita Rille;
Die Namensbezeichnungen beziehen sich auf die Erstbeschreibung aus dem Jahre 1902 durch den französischen Dermatologen Louis-Anne-Jean Brocq und unabhängig davon aus dem Jahre 1903 durch den Österreichischen Dermatologen Johann Heinrich Rille (1864–1956) (zit. nach )

## Verbreitung
Die Häufigkeit wird mit unter 1 zu 200.000 angegeben, die Vererbung erfolgt autosomal-dominant.

## Ursache
Der Erkrankung liegen Mutationen im KRT1-Gen auf Chromosom 12 Genort q13.13 oder im KRT10-Gen auf Chromosom 17 Genort q21.1 zugrunde, welches für Keratin 1 nzw. Keratin 10 kodieren.

## Klinische Erscheinungen
Klinische Kriterien sind:
- Bereits ab Geburt großflächige Erythrodermie, Blasenbildung mit Hautablösung und Hyperkeratosen
- Anfänglich Exsudation, in den ersten Lebensmonaten Übergang in Verhornungen, Blasenbildung in Schüben verlaufend und mit zunehmendem Alter abnehmend
- KRT1: Hauptsächlich Handflächen & Fußsohlen, Beugeseiten des Körpers, Rumpf und Gesicht, Schleimhäute nicht betroffen
- KRT10: Hauptsächlich große Gelenke, Rumpf, Schleimhäute nicht betroffen

- Histologisch akantholytische Hyperkeratose

Klinische Sonderformen sind die
- Anuläre epidermolytische Ichthyose[10]
- Epidermolytische superfizielle Ichthyose, Synonyme: Ichthyosis bullosa Siemens ; SEI[11]

## Differentialdiagnose
Abzugrenzen sind:
- Lyell-Syndrom
- Epidermolysis bullosa
- Bloch-Sulzberger-Syndrom
- Ichthyosis hystrix Curth-Macklin[12]